# Tikkenteller

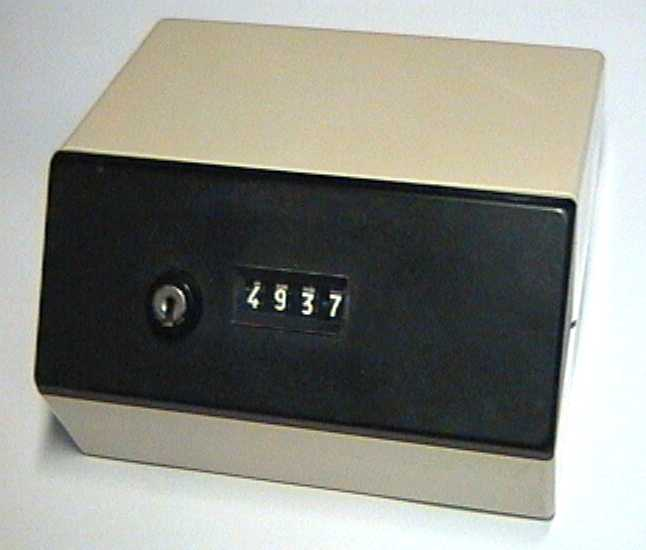
Tikkenteller (Duitsland)

Een tikkenteller, ook wel pulsenteller of kostenteller genoemd, werd in Nederland tot 1 januari 2002 met name in studentenhuizen en in de horeca gebruikt om de kosten van telefoongesprekken bij te houden. Dit kleine apparaatje was te huur, later te koop bij PTT, en was uitsluitend geschikt voor het vaste telefoonnet van PTT.

## Werking
De werking van de tikkenteller berustte op het doorgeven van zogenaamde telefoontikken, of kostentelimpulsen, door de PTT-telefooncentrale, telkens als een tariefeenheid verbeld was. Een tariefeenheid of "tik" was in 1960 4 cent, later 16 cent. Het signaal bestond uit een  wisselspanning van 50 Hz (in andere Europese landen, zoals België en Duitsland was/is het een hoogfrequente wisselspanning van 12 kHz of 16 kHz) op beide aders tegelijk, ten opzichte van aarde. Deze kostenpuls werd tegen meerprijs aangeboden. De tikkenteller had dus een aardaansluiting nodig (de PTT-aarde), terwijl voor een telefoon zonder tikkenteller geen aarde nodig is. Was de telefoon geheel symmetrisch aangesloten, dan was de tik in het gesprek niet hoorbaar.
Bij de omroep gebruikte men vaak vorkschakelingen (om de twee stemmen op de analoge lijn te scheiden) die niet perfect symmetrisch waren, zodat de tikken hoorbaar waren. Was er een correspondent in een ver land aan de lijn, dan hoorde de luisteraar de tikken in een rap tempo voorbijkomen.
In de meeste studentenhuizen werd het aantal tikken van ieder gesprek op een lijst genoteerd, zodat bij komst van de telefoonrekening de telefoonkosten eerlijk konden worden verdeeld over alle huisgenoten.
Ook telefooncellen en munttoestellen maakten gebruik van de kostenpuls. Bij elke tik werd er een munt geïncasseerd.
Sinds 1 januari 2002 is het niet meer mogelijk om een traditionele tikkenteller te gebruiken. Dit komt doordat KPN vanaf die datum besloot de vereiste tikken niet meer door te geven. De reden hiervoor lag vermoedelijk in de komst van ADSL. De tik was namelijk een korte, scherpe verandering van elektrische spanning op de telefoonlijn, binnen het PSTN-protocol. Toen KPN echter ook andere protocollen zoals ADSL op dezelfde telefoonlijn wilde gaan aanbieden, moest deze verstorende tik verdwijnen.

## Alternatieven
Na 1 januari 2002 moesten veel studenten op zoek naar een nieuwe oplossing om hun telefoonkosten onderling te verdelen. Om deze reden schreef het bedrijf Delft Recruitment een wedstrijd uit, waarbij studenten werden uitgedaagd een technisch alternatief voor de oude tikkenteller te verzinnen. Dit resulteerde in vele inzendingen, waarvan ettelijke ook echt in productie genomen zijn. Uiteindelijk kwamen de volgende producten op de markt:
- De Veller Tikkenteller, van Veller Phone Assistance
- De Picobell

Daarnaast gingen veel studenten over op andere oplossingen, zoals:
- Mobiel bellen
- Iedere student lid maken van een aparte carrier select operator, zodat ieder zijn eigen persoonlijke rekening krijgt
- Met de hand elk gebeld telefoonnummer opschrijven, plus degene die gebeld had, de datum, en de tijd. Daarna kan op de gespecificeerde rekening van KPN worden nagezocht wie welk bedrag moet betalen.